# Футунијанци
Футунијанци представљају полинежански народ који живи на острву Футуна, делом француске територије Валис и Футуна.